# أنور عقل ضو
أنور عقل ضو كاتب وصحافي وشاعر لبناني ولد في بلدة القريّة - قضاء بعبدا - جبل لبنان في 23 آب/أغسطس 1960. والده عقل ضو وامه سلمى ضو متزوج حاليا من سوزان أبو سعيد. له ثلاثة أولاد من زواج سابق.

## عمله
- عمل في جريدة السفير اللبنانية كمراسل لمنطقة المتن الأعلى وعاليه منذ العام 1988 حتى العام 2015.[1]
- عمل مديرا لمكتب جريدة الراية القطرية في لبنان (2006-2011).
- إلى جانب عمله الصحافي والادبي، له العديد من المقالات تتنوع بين البيئة والسياسة والاجتماع والأدب.
- بدأ عمله الصحافي سنة 1984 في جريدة «النداء»،
- يساهم في العديد من المقالات في معظم الصحف والدوريات اللبنانية ولا سيما مجلة «المال والعالم» الاقتصادية.
- تولى رئاسة تحرير موقع «غدي نيوز» الإلكتروني البيئي في الفترة 2011-2015.

## مؤلفاته
له عدة مؤلفات:
1. «غرائب المعلومات» صادر عن «دار السلوى» – بيروت 2002.
2. «في ما يتعدى المهنة» مقتطفات ومقالات صحفية - 2005.
3. «ترانيم على وقع الخيبة والأمل» مجموعة شعرية قدم لها الشاعر اللبناني هنري زغيب صادر عن دار بيسان – بيروت 2009.[2]
4. «تراتيل عشق إلى كارلوس الإرهابي» مجموعة شعرية صادرة عن دار بيسان – بيروت 2010.[3]
5. «ومضات في الزمن المظلم» صادر عن الدار التقدمية – لبنان، وهو حوار طويل مع منير بركات رئيس الحركة اليسارية اللبنانية، روى نصف قرن من النضال، هذا كلّه في إطار أقرب إلى «المراجعة النقدية» منها إلى «تأريخ المرحلة السابقة»، من دون اختزال «دور الآخرين...[4]

## تكريمات
وصفه إياد موصللي بانه أحد السيوف التي تتهيأ للسقوط وسقي بدمه تربة الحياة والحرية
كرم حاكم «جمعية أندية الليونز الدولية - المنطقة 351» (لبنان، الأردن، العراق وفلسطين) فادي غانم أمس الصحافي والناشط البيئي أنور عقل ضو مدير تحرير «غدي نيوز»، على جهوده خلال السنة الليونزية 2016-2017، وذلك في حفل أقيم في مكتب الحاكمية في بعبدا.